# تيرينس نيومان
تيرينس نيومان (بالإنجليزية: Terence Newman) هو لاعب كرة قدم أمريكية أمريكي، ولد في 4 سبتمبر 1978 في سالينا في الولايات المتحدة.

## وصلات خارجية
- تيرينس نيومان على موقع الاتحاد الدولي لألعاب القوى (الإنجليزية)
- تيرينس نيومان على موقع مرجع كرة القدم المحترفة.كوم (الإنجليزية)
- تيرينس نيومان على موقع قاعة كنساس للمشاهير الرياضية (مؤرشف) (الإنجليزية)